# Elefanten-Kraal Ayutthaya

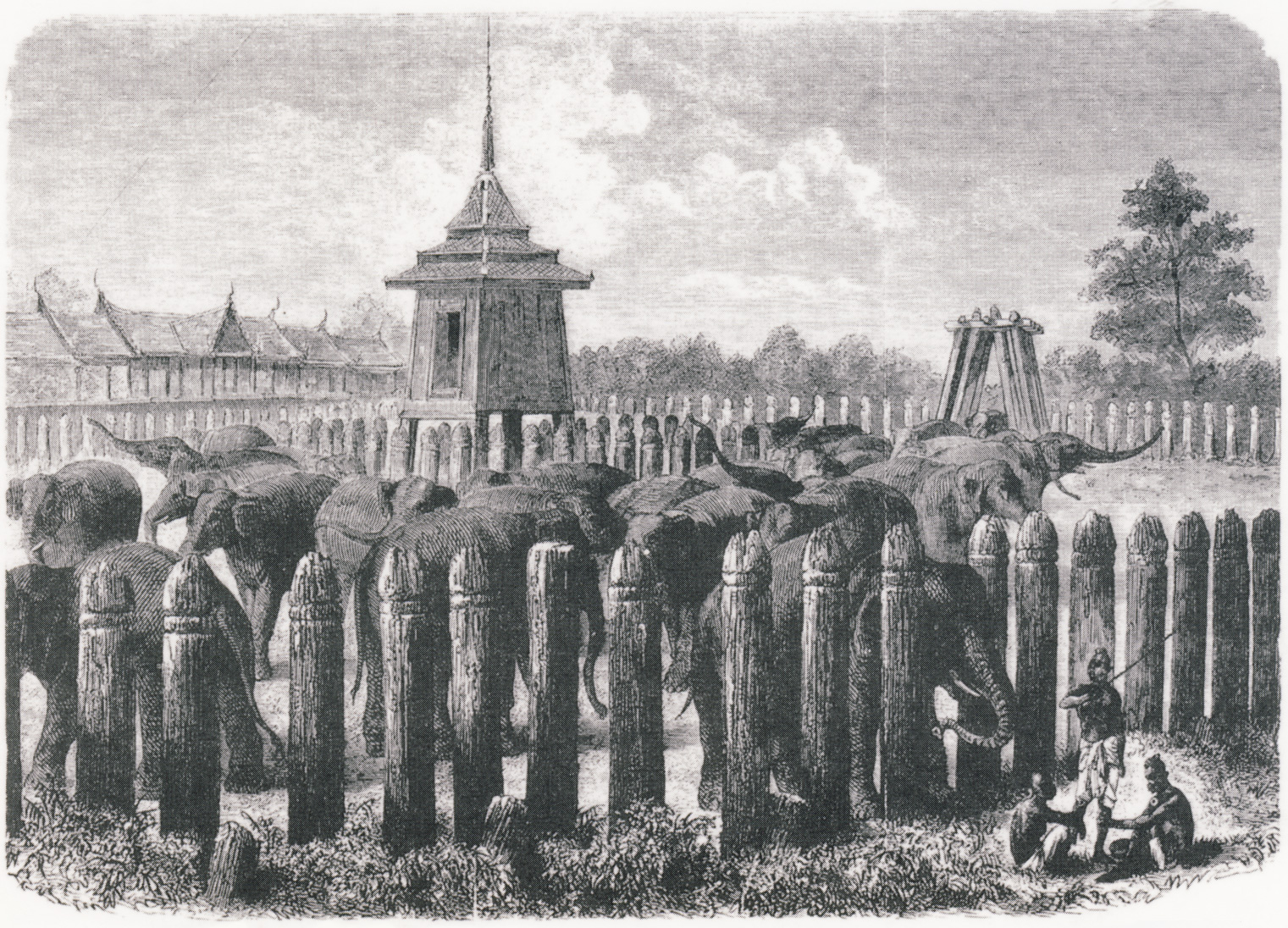
Alter Stich des Elefanten-Kraal von Henri Mouhot, im Hintergrund der Ganesha-Schrein

Der Elefanten-Kraal Ayutthaya ist eine antike Anlage zum Fang wilder Elefanten. Er gehört zum  Geschichtspark Ayutthaya und liegt nordöstlich der alten siamesischen Hauptstadt Ayutthaya in Zentralthailand.

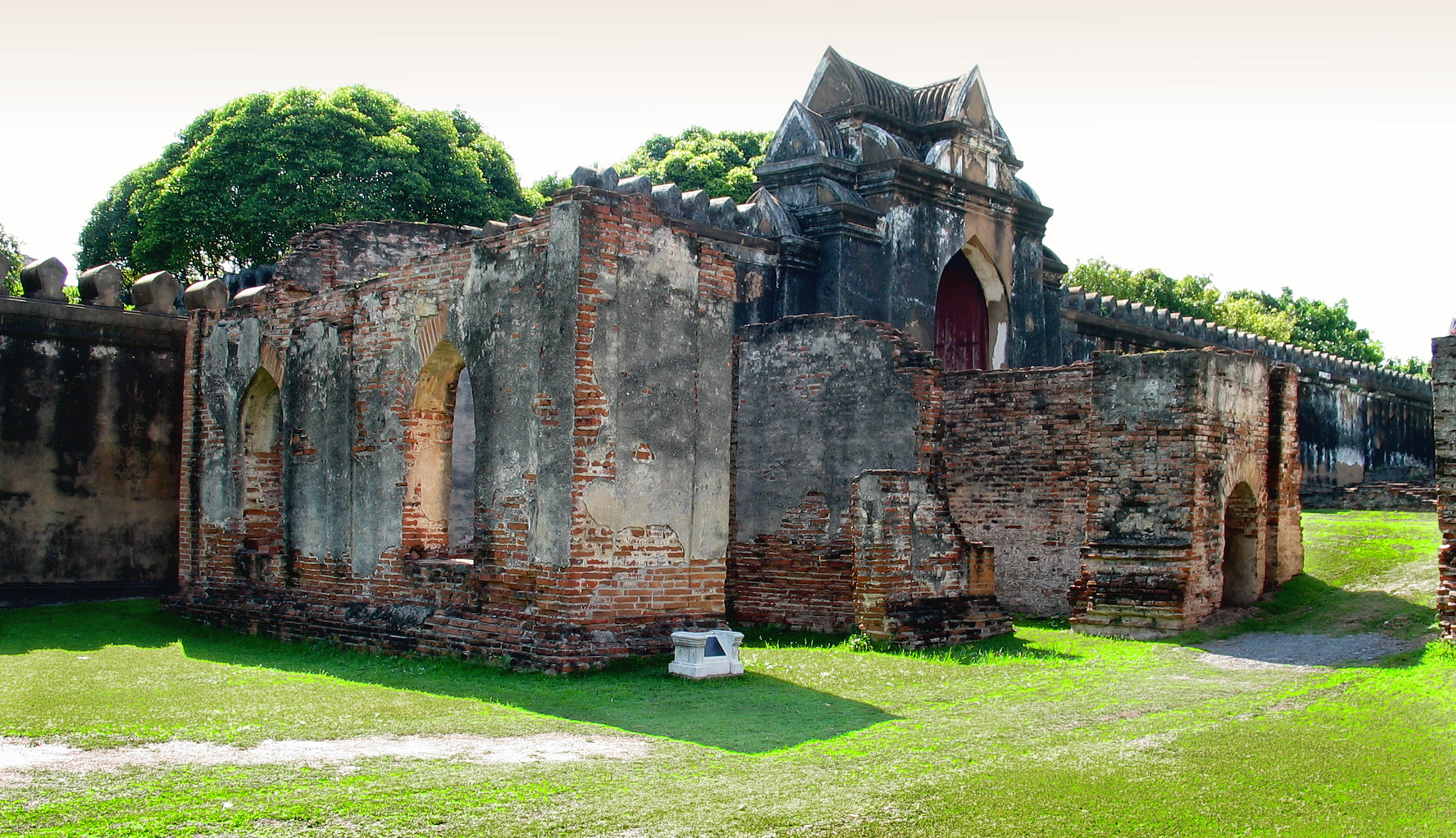
Königliche Elefantenställe, Palast von König Narai in Lop Buri

Anlagen zum Fang wilder Elefanten wurden in Siam (heute: Thailand) „Pha-Niat“ (Thai: เพนียด, [pʰá-nîat], im englischen Sprachgebrauch „Elephant Kraal“) genannt. Sie dienten wahrscheinlich schon seit Mitte des 14. Jahrhunderts im Königreich Ayutthaya teilweise zur Unterhaltung der siamesischen Könige aber auch zum Fang dringend benötigter Transport-, Arbeits- und Kriegs-Elefanten. Joost Schouten, der als Kaufmann der Niederländischen Ostindien-Kompanie (niederländisch: Vereenigde Oostindische Compagnie; abgekürzt: V.O.C. bzw. VOC oder Kompanie (Compagnie)) einige Zeit in Ayutthaya lebte, schätzte 1671, dass sich etwa 3000 Elefanten im Dienste des Königs befanden.
Der Kraal bestand zunächst aus einem quadratischen Platz, der mit Hunderten von starken Teakholz-Pfählen eingezäunt war, und in dessen Mitte ein Schrein errichtet war, der dem Hindu-Gott Ganesha geweiht war. Die Pfähle waren an der Spitze in der Form geschlossener Lotusknospen geschnitzt, sie standen etwa im Abstand von 40 Zentimeter voneinander – groß genug, dass ein Mann hindurchpasste, der sich vor wütenden Tieren in Sicherheit bringen musste, aber eng genug, um die wilden Tiere im Innern zu halten.
Der Platz war von einer breiten, stabilen Ziegelstein-Mauer umgeben, auf der Zuschauer das Treiben unten beobachten konnten. Die Mauer hatte im Norden einen Durchlass, so dass die eingefangenen Elefanten einzeln hintereinander in den inneren Kraal getrieben werden konnten.
Gegenüber lag ein offener Pavillon, in dem der König und seine Gäste die gefangenen Elefanten begutachten. Dann und wann wählte der König gezielt ein Tier für seine persönliche Nutzung aus.
An den Einlass schloss sich der äußere Kraal an. Dieser war rechts und links ebenfalls von Reihen von Teakholzpfählen eingezäunt, er erweiterte sich nach Norden hin trichterförmig.
Der Fang wilder Elefanten wurde von Beamten des Elefanten-Ministeriums (Krom Phra Khotchaban, Thai: กรมพระคชบาล, einem zivilen Ministerium des Mahatthai) überwacht. Er wurde einmal im Jahr veranstaltet und dauerte meist vier Tage. Sir John Bowring beschreibt 1855, dass selbst in der Nähe der Hauptstadt Bangkok noch zahlreiche wilde Elefanten lebten. Der jährliche Auftrieb in Ayutthaya wurde zuletzt zu einem großen Volksfest, so dass die Züge nach Ayutthaya völlig überfüllt waren und sich auf dem Chao Phraya so viele Hausboote wie bei der Henley Regatta befanden, so bemerkte der Engländer P.A. Thompson.
- Am ersten Tag wurden die wilden Elefanten in den Kraal getrieben. Wie das geschah, beschrieb bereits der Missionar Guy Tachard, der 1685 den Hof von König Narai besuchte: speziell geschulte Mahuts begaben sich auf Elefantenkühen in den Wald. Trafen sie auf eine Herde wilder Elefanten, veranlassten die Mahuts die Kühe, bestimmte Geräusche zu machen, die die wilden Bullen anzogen. Danach mussten die Kühe nur noch zum Kraal zurück laufen, während die Herde hinter ihnen her lief. Am äußeren Kraal angekommen, wurde die Herde mit lautem Geschrei der Treiber oder durch Stechen mit langen Stangen in den inneren Kraal getrieben.[4]
- Am folgenden Tag wurden bestimmte Tiere durch den so genannten Schlingenfang (Thai: ช้างคล้อง, [ʧáːŋ-klɔ́ŋ], engl.: roping) aussortiert. Auf einem domestizierten Elefanten sitzt vorne ein Mahout und hinter ihm ein so genannter „Elefanten-Doktor“ (Thai: หมอช้าง, [mɔ̌ː-ʧáːŋ]). Sie nähern sich dem ausgewählten Tier und der Elefanten-Doktor versucht, ein Hinterbein des ausgewählten Tieres in einer Seilschlinke zu fangen. Anschließend werden die gefangenen Tiere vor der Zähmung zunächst an den Pfählen des inneren Kraal festgebunden. Guy Tachard beschrieb, wie die gefangenen Elefanten schreckliche Schreie ausstießen. Um sie zu beruhigen, wurden sie mit Wasser übergossen und mit Kräutern abgerieben, Öl wurde ihnen auf die Ohren geträufelt oder sie wurden von zahmen Elefanten mit dem Rüssel gestreichelt.[5]
- Am dritten Tag wurden weitere Elefanten im äußeren Kraal mittels Schlingenfang eingefangen. Die am Vortage gefangenen Tiere wurden in einer Zeremonie von Brahmanen-Priestern mit einem speziell geweihtem Wasser besprengt, während Mantras rezitiert wurden. Guy Tachard ist sich sicher, dass die wilden Elefanten durch diese Behandlung nach zwei Wochen so zahm geworden seien, damit sie anderen domestizierten Elefanten folgen können.[6]
- Am letzten Tag wurden alle nicht ausgesuchten wilden Tiere gefüttert, gebadet und in den Wald zurück geleitet.[7]

Manchmal gelangten beim Fang wilder Elefanten auch die äußerst seltenen weißen Elefanten in den Kraal. Sie dienen seit Jahrhunderten den thailändischen Königen als Statussymbol.
Als die Birmanen 1752 die Hauptstadt eroberten, wurde auch der historische Kraal zerstört. Die Könige der Chakri-Dynastie ließen ihn aber schon bald wieder anlegen. König Chulalongkorn (Rama V.) veranstaltete hier 1906 zum letzten Mal ein Auftrieb zur Unterhaltung seiner Staats-Gäste.
Heute ist der Elefanten-Kraal eine Touristen-Attraktion im Geschichtspark Ayutthaya. Er liegt im Nordosten des Parks in der Nähe des Maenam Lop Buri (Lop Buri-Fluss).